# 馨子內親王
馨子內親王（長元2年2月2日（1029年2月17日） - 寬治7年9月4日（1093年9月26日）），日本第七十一代後三條天皇中宮，後一條天皇與中宮藤原威子之女，同母姊姊是後冷泉天皇中宮章子內親王。馨子內親王性情溫順，很得後一條天皇與威子中宮疼愛，當馨子內親王擔任賀茂齋宮時，只要使臣晉見，後一條天皇定會追問馨子內親王的近況。馨子內親王所生的皇子女皆早夭。

## 生平
長元四年（1031年），封為內親王。授正二品，當上賀茂齋宮，敘準三宮，加封千戶，任人賜爵。
長元九年（1036年）四月，後一條天皇崩，與母親威子中宮、姊姊章子內親王遷居鷹司殿。九月，威子中宮崩，與章子內親王遷居上東門院處。
永承六年（1051年），上東門院讓馨子內親王成為東宮妃。
延久元年（1069年）七月，立為中宮。
延久三年（1071年），居弘徽、登花兩殿。
延久五年（1073年），後三條天皇薙髮，馨子內親王為尼。
承保元年（1074年），改稱皇后。因居住西院，稱「西院皇后」。
寬治七年（1093年）九月，崩，年六十五。

## 來源
- 大日本史卷之八十 列傳第七 后妃七 （页面存档备份，存于）